# Conseil de gouvernement (Monaco)
 (octobre 2024).
Si vous disposez d'ouvrages ou d'articles de référence ou si vous connaissez des sites web de qualité traitant du thème abordé ici, merci de compléter l'article en donnant les références utiles à sa vérifiabilité et en les liant à la section « Notes et références ».
Le Conseil de gouvernement assiste le ministre d'État de Monaco dans le gouvernement de la principauté.

## Organisation
Le Conseil de gouvernement est nommé par le prince. Il est présidé par le ministre d'État et compte cinq membres qui dirigent chacun un département ministériel :
- Département de l'Intérieur,
- Département des Finances et de l'Économie,
- Département des Affaires sociales et de la Santé,
- Département de l'Équipement, de l'Environnement et de l'Urbanisme,
- Département des Relations extérieures et de la Coopération.

## Composition
| Département                            | Nom                    | En fonction depuis le |
| -------------------------------------- | ---------------------- | --------------------- |
| Ministère d'État                       | Christophe Mirmand     | 21 juillet 2025       |
| Intérieur                              | Lionel Beffre          | 5 août 2024           |
| Finances et économie                   | Pierre-André Chiappori | 18 mars 2024          |
| Affaires sociales et santé             | Christophe Robino      | 20 avril 2022         |
| Équipement, environnement et urbanisme | Céline Caron-Dagioni   | 1er septembre 2021    |
| Relations extérieures et coopération   | Isabelle Berro-Amadeï  | 17 janvier 2022       |

## Compétences
Les membres du conseil de Gouvernement sont responsables de l'administration de la principauté.
Le conseil de Gouvernement soumet au prince les projets de loi avant qu'ils ne soient déposés devant le Conseil national. Il propose également au prince les ordonnances souveraines et adopte les arrêtés ministériels, sauf véto du prince.
Monaco pratique un système de séparation des pouvoirs dans lequel le conseil de Gouvernement est responsable devant le prince mais pas devant le parlement.